# آندری اولهوویسکی
آندری اولهوویسکی (انگلیسی: Andrei Olhovskiy؛ زاده ۱۵ آوریل ۱۹۶۶) یک تنیس‌باز اهل روسیه است.